# Guercoeur
Guercoeur és una òpera en tres actes composta per Albéric Magnard sobre un llibret francès del mateix compositor. S'estrenà a l'Òpera de París el 24 d'abril de 1931.

## Origen i context

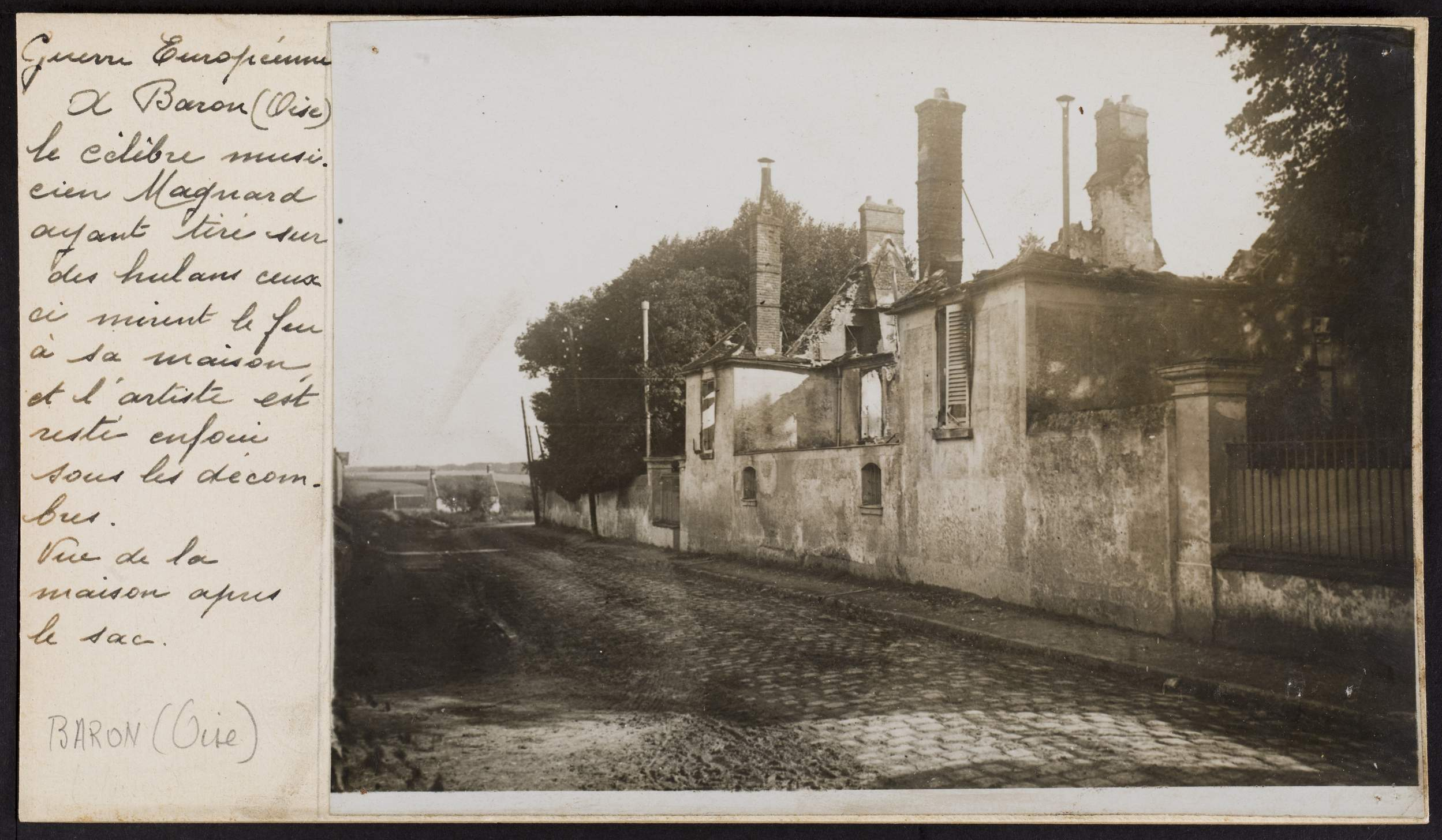
Tal com va quedar la casa d'Albéric Magnard després del foc

El 1914, el compositor va morir tractant de salvar la seva casa dels invasors alemanys en el començament de la Primera Guerra Mundial. La partitura de Guercoeur va ser parcialment destruïda en l'incendi. Guy Ropartz, amic de Magnard, va restaurar la partitura de l'obra a partir de la reducció per a piano i el tercer acte que es va trobar intacte. La música mostra la forta influència de Wagner.

## Representacions

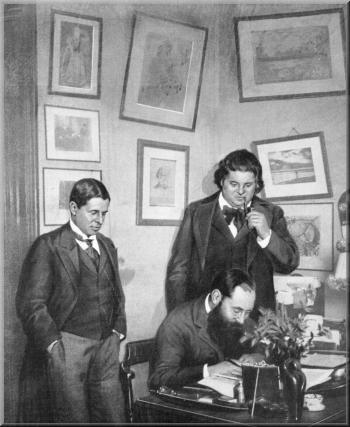
Magnard, Ropartz i Ysaye el 1911

Composta entre 1897 i 1900, no va ser estrenada fins al 23 d'abril de 1931 a l'Òpera de París sota la direcció de François Ruhlmann amb Yvonne Gall, Germaine Hoerner. Prèviament hi va haver representacions parcials del primer (Nancy, 1908) i tercer acte (París, 1910).

## Argument
Guercoeur, el savi governant d'una ciutat estat medieval, ha mort després d'alliberar al seu poble de la tirania. Al Cel, demana que se li permeti tornar a la terra per salvar la seva ciutat. Se li concedeix el seu desig, però que troba el seu millor amic, Heurtal, que s'ha convertit en l'amant de la seva vídua, Giselle, i està planejant per governar com un dèspota després de casar-se amb ella. Commocionat, Guercoeur intenta convèncer la gent a rebutjar la corrupció però el poble, cada vegada més enfadat amb ell, l'assassina. Desil·lusionat amb la humanitat, torna al cel, on és rebut per la Deessa de la Veritat que li assegura que tot i les debilitats humanes, una gran època de la humanitat ha d'arribar.

## Enregistraments
- Guercœur José van Dam, Hildegard Behrens, Gary Lakes, Nadine Denize, Orfeón Donostiarra, Orquestra del Capitole de Toulouse, dirigida per Michel Plasson (EMI)